# Мойца Чирок
Мойца Чирок (на словенски: Mojca Širok) е словенска журналистка и писателка на произведения в жанра криминален роман, биография и документалистика.

## Биография и творчество
Мойца Чирок е родена в Нова Горица, Словения.
Получава бакалавърска степен по словенска и италианска филология във Факултета по изкуства на университета на Любляна и получава магистърска степен по социология на културата. След дипломирането си започва журналистическата си кариера като радиоводещ по Радио „Студент“ в периода 1991 – 1996 г. През 1995 г. пише първите си журналистически репортажи за сицилианската мафия за седмичника „Младина“, където работи в периода 1993 – 1998 г. От 1999 г. започва работа в Телевизия „Словения“.
В продължение на 13 години е журналист в отдела за външна политика и дългогодишен кореспондент в Италия и Ватикана. През 2000 г. прави документален филм за Телевизия Словения, озаглавен „Мълчание в Палермо“, за който получава медийната награда „Гонг на творчеството“ за най-добро информативно предаване. Водещ е на информативните предавания на ТВ Словения – „Дневник“ и „Отгласи“. През 2004 и 2005 г. получава наградата „Виктор медия“ за най-добър водещ на телевизионните новини. От 2016 г. ръководи и редактира външнополитическото предаване на ТВ Словения – „Глобус“.
Първата ѝ книга „Oblast brez obraza: zgodbe o italijanski mafiji“ (Авторитет без лице: Истории на италианската мафия), за италианските престъпни организации, е издадена през 2010 г. Същата година е издадена и книгата ѝ за разпадането на италианската партийна система и политическия възход на бившия италиански премиер Силвио Берлускони – „Zadnji rimski cesar“ (Последният римски император).
През 2014 г. е публикувана книгата ѝ за Ватикана – „Od Benedikta do Frančiška: revolucija v Rimskokatoliški cerkvi“ (От Бенедикт до Франциск – Революцията в Римокатолическата църква), в който анализира предисторията на оставката на папа Бенедикт XVI. и причините за избора на папа Франциск. През 2017 г. е издадена нейната биография на папа Франциск.
През 2017 г. е издаден криминалният ѝ роман „Pogodba“ (Договор). Историята се развива в Италия, където мафията е дълбоко вкоренена в социалната тъкан, но темите, които включва, могат да бъдат пренесени в словенската среда. За романа през 2018 г. получава наградата „Синя птица“ на издателство „Младинска книга“.
Мойца Чирок живее със семейството си в Любляна.

## Произведения

### Самостоятелни романи
- Pogodba: kriminalni roman (2017) – награда „Синя птица“

### Документалистика
- Oblast brez obraza: zgodbe o italijanski mafiji (2010)
- Zadnji rimski cesar: razpad italijanskega povojnega strankarskega sistema in politični vzpon Silvia Berlusconija (2010)
- Od Benedikta do Frančiška: revolucija v Rimskokatoliški cerkvi (2014)
- Papež Frančišek (2017)